# ヘルヴェティア

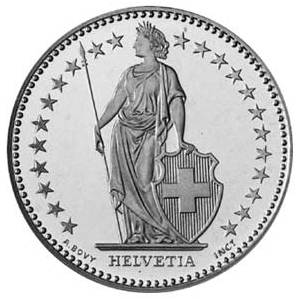
2スイス・フラン硬貨に描かれたヘルヴェティア

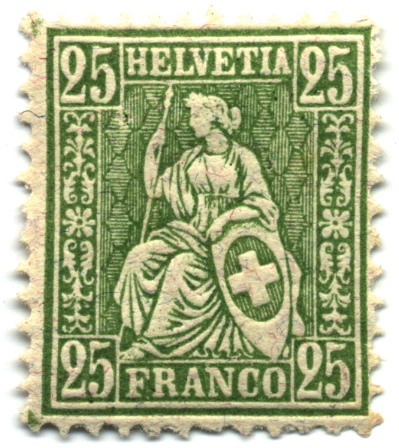
1881年発行のスイスの25サンチーム切手に描かれたヘルヴェティア

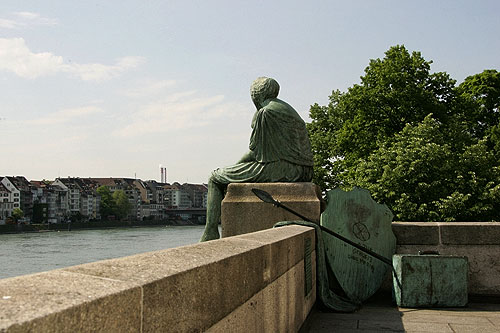
バーゼルでライン川を眺めるヘルヴェティア（像）

ヘルヴェティア（Helvetia）は、アルプス山脈とジュラ山脈に囲まれた台地からなる古代ヨーロッパ中央地域のローマ名である。ほぼ現代のスイス西部に該当し、その名前は現在でも詩的に使われている。

## 概要
紀元前1世紀、ヘルウェティイ族（Helvetii）と呼ばれるケルト人のグループがドイツ南部からスイスに移住した。最終的にはローマ人と接触することとなり、紀元前58年、カエサルの軍によってスイス内部に押し戻された。その後、紀元前15年にローマ帝国が現在のスイスの地にヘルヴェティア属州を設置した。
ヘルヴェティアは長い間平和と繁栄を謳歌したが、紀元260年、ドイツ人の侵攻によりローマ人はこの地から去った。その後フランク人やドイツ人が入れ替り立ち替りその地を支配したが、最終的には1291年8月1日にスイス連邦が設立された。
スイスは現在でも、四つの公用語のすべてまたはいずれかを使うことに不都合がある場合、その国名としてラテン語の「ヘルヴェティア」を使う。郵便切手やコインなどにその名を見ることができる。スイスのccTLDである.chは、Confœderatio Helvetica（ヘルヴェティア連邦）の省略形である。
特筆すべきことに、いくつかの言語では今なおHelvetia（ヘルヴェティア）という単語がスイスを意味している。アイルランド語ではElvéis、ギリシア語ではΕλβετία (Elvetia)、そしてルーマニア語ではElveţiaである。

## 国家の象徴
ヘルヴェティアはスイスを象徴する女性に擬えられる。「スイスの母」とも呼ばれ、長い外衣を着用し、槍とスイス国旗が描かれた盾を持つ。そして通常は編んだ髪と、連邦の象徴としてのリースを持っている。